# Stultitia
 (août 2025).
Motif : Peu de sources montrant la notoriété de ce concept. Par ailleurs article orphelin et sans interwiki.
- Archive Wikiwix
- Bing
- Cairn
- DuckDuckGo
- E. Universalis
- Gallica
- Google
- G. Books
- G. News
- G. Scholar
- Persée
- Qwant
- (zh) Baidu
- (ru) Yandex
- (wd) trouver des œuvres sur Wikidata

| 1. | Préciser le motif de la pose du bandeau. | Précisez le motif de la pose du bandeau en utilisant la syntaxe suivante : {{admissibilité à vérifier\|date=août 2025\|motif=remplacez ce texte par le motif}}                 |
| 2. | Informer les utilisateurs concernés.     | Pensez à avertir le créateur de l'article, par exemple, en insérant le code ci-dessous sur sa page de discussion : {{subst:avertissement admissibilité à vérifier\|Stultitia}} |

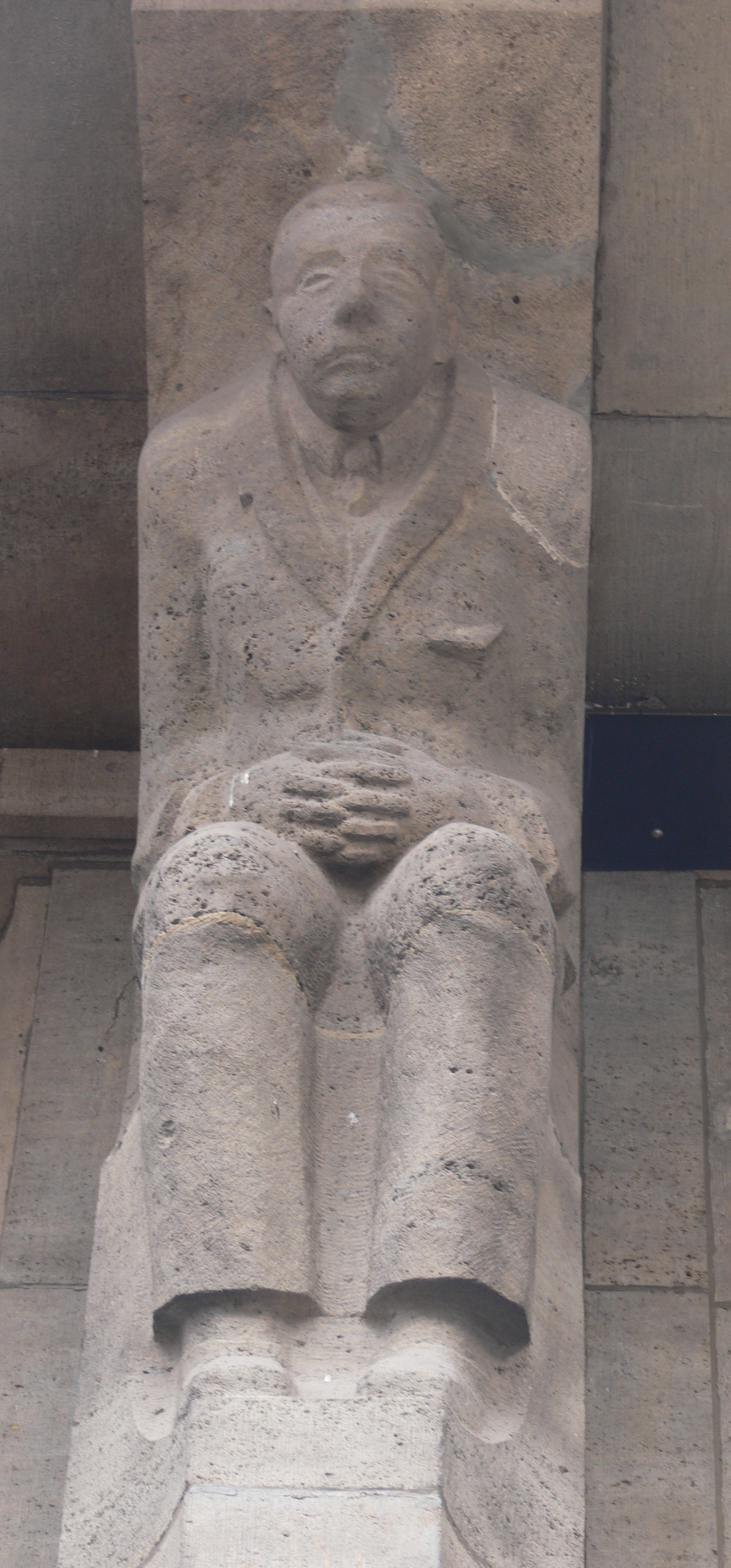
La Bêtise, sculpture de Hans Walther en façade de la Caisse d'épargne d'Erfurt (1934/1935), de style Neues Bauen.

L'état de stultitia (« stupidité » en latin), selon Michel Foucault, se déduit de l'ouverture absolue au monde extérieur, d'une transparence totale aux représentations imposées de l'extérieur par la séduction des informations changeantes et éphémères des autres.